# Biomonitoring
Biomonitoring je organiziran sustav praćenja bioloških promjena u vremenu i prostoru, koji na najbolji način oslikava kompleks prirodnih i antropogenih pojava, utjecaja i procesa. 
Biomonitoring je znanstvena tehnika za procjenu ljudske izloženosti prirodnim i sintetičkim tvarima u životnoj sredini. Ona se zasniva na analizi ljudskih tkiva i tekućina i daje direktnu metodu utvrđivanja da li su ljudi bili izloženi posebnim supstancama, kojem intenzitetu izloženosti, i kako se izloženost može smanjiti tijekom vremena. Biomonitoring je postao vrlo koristan alat, kao rezultat napretka u mogućnostima mjerenja količina kemikalija u ljudskom tijelu.
Biomonitoring je i trajno dugoročno ili periodično praćenje i procjena bioloških i ostalih ekoloških promjena (parametara) korištenjem određene metodologije. Nekoliko odličnih primjera za biomonitoring su: npr. određivanje razine alkohola u dahu. Kroz istraživanja koja su bila povezan s određivanjem razine alkohola vozača, mnoge države su propisale zakone o razlikama između prihvatljivih i neprihvatljivih biomarkera nakon konzumiranja alkohola.
Još jedna dobro proučen primjer biomonitoringa je određivanje koncentracije olova u krvi djece, koji, kod porasta koncentracije olova u krvi, ukazuje na opasnost od negativnih efekata olova na zdravlje i dalji razvoj djece.